# Jean-Louis Coste
Jean-Louis Coste (né en 1943, mort en 1975) est un spéléologue français. Il est surtout connu pour son activité fédérale et de terrain dans le département du Gard. 

## Biographie
Jean Louis Marcel André Coste est né le 11 janvier 1943 à La Tronche.
Dans le domaine de la spéléologie, il fut membre fondateur de l' Équipe nîmoise de spéléologie, club affilié à la Fédération française de spéléologie ; puis membre fondateur du Comité départemental de spéléologie du Gard (CDS30) et de l'Association spéléologique nîmoise.
Il fut le promoteur de pompages dans le département du Gard.
Il meurt le 27 janvier 1975 à Nîmes.